# 압신

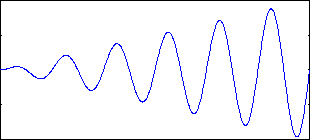
원본 신호

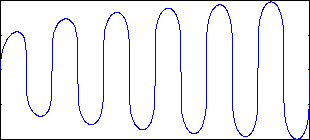
압축 후, 확장(신장)전

압신(壓伸) 또는 컴팬딩(영어: Companding)은 통신학, 기술학에서 제한된 동작 범위의 채널이 가진 단점을 완화시키는 방식이다. 압신 또는 컴팬딩이라는 용어는 압축(Compressing)과 신장(또는 확장, Expanding)의 혼성어이다.